# Habitatge al carrer Bisbe Vilanova, 20 (Olot)
L'habitatge al carrer Bisbe Vilanova, 20 és una obra d'Olot (Garrotxa) inclosa a l'Inventari del Patrimoni Arquitectònic de Catalunya.

## Descripció
Casa entre mitgeres del carrer Vilanova, amb soterrani, planta principal i golfes. El teulat és a dues aigües. La façana disposa d'una alta porta central amb reixa de ventilació i dues finestres al costat. Aquestes tres obertures estan emmarcades per estucats de motius florals i vegetals. Les finestres tenen la barana d'estuc amb motius vegetals. Cal destacar els forats de ventilació de les golfes, realitzats amb estuc decorat amb fullatges entrellaçats.

## Història
L'eixample és un projecte promogut per Manuel Malagrida, olotí enriquit a Amèrica, que va encarregar a l'arquitecte J. Roca i Pinet l'elaboració d'una ciutat-jardí, amb zones verdes i xalets unifamiliars. A partir del Passeig de Barcelona i del riu Fluvià, dibuixà una disposició radiocèntrica de carrers amb dos focus, la plaça d'Espanya i la d'Amèrica, unides pel pont de Colom. Així es planejà també el carrer Vilanova, amb cases unifamiliars de poca alçada i amb jardí, que tot i no tenir les pretensions de les situades en ple eixample, tindran elements arquitectònics i decoratius molt notables.